# Natsu Dragneel
Nem vagyok egyedül....Érzem őket...Hallom a társaim hangját....Tisztában vagyok az érzéseikkel...Nem csak az én erőm szegül ellened...Az érzéseik....Támogatnak engem....és segítenek....hogy újra .....talpra álljak! A társaim ereje.....az egész testemet átjárja!
Etherias Natsu Dragneel (Hepburn-átírással:ナツ・ドラグニル, kiejtése japánul: Natsu Doraguniru) egy Tűzsárkányölő mágus és egyben a Fairy Tail máguscéh egyik tagja Masima Hiro Fairy Tail című animéjéből és mangájából. Eredetileg meghalt 400 évvel ezelőtt, majd újjáéledt. Az ő bátyja Zeref Dragneel. A bátyja újjáélesztette, mint Zeref könyvének legerősebb démona, E.N.D. (Hepburn-átírással:イーエヌディー, Ī Enu Dī). Ő a Fairy Tail egyik fiú főszereplője.
Jelenleg a Kilig News világranglistája szerint Natsu az 1. helyen áll a japán mangák legerősebb "Tűzkarakterjeként", Shigekuni Yamamoto-Genryūsai (2. hely) és Ikki (3. hely) előtt. A Kilig News szerint Natsu a legerősebb, hiszen egyetlen ütéssel képes megölni az isteneket, amit a japán sajtó is megerősített Masima munkájában, mondván, hogy "Natsu egy démon, aki képes halhatatlanokat és isteneket megölni, de tartalmazza minden erejét, mivel képes lehet galaxisok elpusztítására."

## Megjelenése
Natsu egy sovány, izmos fiatalember, enyhén barnás bőrű és tüskés rózsaszín hajú. Natsu nyakának jobb oldalán van egy pici heg, melyet a sálával takar el. Miután Jövő Rougeval (Hepburn-átírással:ローグ・チェーニ, Rōgu Chēni) harcolt, szerzett egy heget a hasa bal oldalán. Jobb válla alatt található a számára az életénél is fontosabb – ugyanígy érez a sála iránt is – Fairy Tail céhjel. Gyakran emlegeti a legdrágább kincsének, a barátaival kapcsolódó érzések kifejezésére is.
Natsu ruhája a következőkből áll: egy ujjatlan, arany foltos, fekete mellény, amelyet gyakran nem gombol be, ezzel felfedve meztelen mellkasát. Ezenkívül fehér, térdig érő nadrágot, fekete csukópántot a bal kezén, fekete szandált, illetve egy sárkány pikkelyes, fehér sálat hord a nyakában, amit nevelőapjától kapott, Igneeltől (Hepburn-átírással: イグニール, kiejtés japánul: Igunīru), a Tűzsárkány királytól. Natsu annyira megbecsüli azt a sálat, hogy senkinek sem engedi megfogni. Harcok esetén igen ritkán hordja.
X791-ben, Natsu ruházata megváltozott. Most egy nyitott gallérú, egy ujjas, cipzáros, fekete, vagy kék mellényt visel. Bal kezét, ahol a Fairy Tail máguscéh jele is megtalálható, nem fedte el, hogy így lássák, melyik céhhez tartózik. Natsu alsó ruházata nem változott. Viszont a csukópántját a jobb kezén hordja.
Miután Natsu egy évre elmegy nem sokat változik a ruhája. A sok edzéstől foltos, szakadt lesz a mellénye és a nadrágja. Annyiban változik a megjelenése, hogy amikor feltűnik újra a történetben egy fekete köpenyt visel. Természetesen utána a köpenyt elégeti, majd régi ruháit hordja, hol az ujjatlant, hol az ujjasat.

## Személyisége
Natsu általában gondtalan, felelőtlen, robbanékony természetű és annak ellenére, hogy gyakran harcol a többi céhtársával, egy megbízható, rendes, jószívű, védő barát. Hajlandó bármelyik barátjával megküzdeni, akármennyire is kilátástalan a harc az ő vagy az ellenfele részéről. Ő egy egyszerű elme, inkább birkózik meg a kérdéssel, mintsem gondolkodjon rajta. Megoldási próbálkozása kis híján mindig erőszakosan végződik. Általában, amikor erőszakosan próbálja megoldani a dolgokat, tiszteletlen, szemrehányó megjegyzéseket tesz ellenfeleire, és az ellenszenve nem igen csökken miután legyőzi őket. Néha viszont megsajnálja a legyőzött ellenfelét. Csak úgy, mint a legtöbb shõnen anime főszereplő, nem öl meg senkit, hiába tett ellene, barátai vagy netán a céhe ellen gyalázatos tettet. Időnként megbocsát ellenfeleinek. Két ilyen eset volt: az első Gerard Fernandes (Hepburn-átírással: ジェラール・フェルナンデス, kiejtés japánul: Jerāru Ferunandesu), de végül megbocsátott neki és végül úgy kezelte, mint egy bajtársát a céhből. A második eset, amikor Brain (Hepburn-átírással: ブレイン, kiejtése japánul: Burein) elárulja Cobrát (Hepburn-átírással: コブラ,kiejtés japánul: Kobura), amiért nagyon dühös lesz.

Natsu ritkán mutat semmilyen perverzségre utaló jelet, tehát a főhős enyhén perverz. Csakhogy két példát említsek: például ott van az az eset, amikor Lucy Heartfilia –  (Hepburn-átírással: ルーシィ・ハートフィリア, kiejtése japánul: Rūshi Hātofiria) nekirepül az égből Natsunak, míg a lány meztelen és végül egy harangba estek bele, pont úgy, hogy a fiú feje a lány mellében ért célt. A srác élvezte a pillanatot, de miután kikászálódtak a harangból a lány orrba vágta. A második, amikor Lucy megtalálja Natsu-t és Happy-t (Hepburn-átírással: ハッピ, kiejtése japánul: Happi) a házában és megpróbálja megrúgni őket, de végül balul sül el.

Natsu folyamatosan igyekszik bizonyítani erejét mások előtt. Sokszor, sőt kis híján mindig összeveszik Gray Fullbusterrel (Hepburn-átírással:グレイ・フルバスター,japán kiejtéssel: Gurei Furubasutā) a legapróbb csekélységeken, vagy akár a semmin is. Az ő kis csetepatéik mindig bunyóval kezdődnek, majd Erza szidására, ütéseire befejezik azt. Viszont Gray-t is barátjának tekinti, habár nem mondja ki, sőt Lucy még egymás legjobb barátjának tekinti őket. Ennek gyakran szót is ad, de mind a ketten tagadják, hogy bírnák egymást. Nem csak Gray-jel szeret Natsu harcolni. Különböző időpontokban megtámadja a céh S osztályú mágusait – akik a céh legerősebb tagjai - : Erza Scarletet (Hepburn-átírással: エルザ·スカーレット, kiejtése japánul: Eruza Sukāretto), Luxus Dreyart (Hepburn-átírással: ラクサス·ドレアー, kiejtése japánul: Rakusasu Doreā), Mirajane Strausst (Hepburn-átírással: ミラジェーン·ストラウス, kiejtése japánul: Mirajēn Sutorausu) és Gildartz Clivet (Hepburn-átírással: ギルダーツ·クライヴ, kiejtése japánul: Girudātsu Kuraivu), akiktől bár vereségeket szenved soha nem haragszik meg komolyan. Bár elverték minden egyes alkalommal, akkor is a vereségek ellenér Natsu nem táplál ellenük rosszindulatot, mivel mindenkit a céhben családtagként kezel. Neki mindennél fontosabb a társai, barátai élete. Még akkor is hitt Luxus ártatlanságában és bizonyítani próbálta a Fairy Tail céhmesterének, Makarov Dreyarnak, aki Luxus nagyapja is, – (Hepburn-átírással: マカロフ・ドレアー, kiejtése japánul: Makarofu Doreā) -, hogy nem akar senkit bántani a céhből. Az ő felelőtlen jellege a harcokban általában messze terjedő megsemmisüléssel ér véget. Ezért rengeteg megrovást kap Makarov, amit számtalanszor felemleget Natsunak. Általában nyers erővel veri le az ellenfeleit, de ha kell tiszta ésszel is képes ugyanerre. Ezenkívül illik hozzá a nemtörődömség és a szeretet a harcok iránt, amik alól soha ki nem hátrál.
Natsu neveletlenségét, pofátlanságát, nemtörődömséget még jobban bizonyítja, hogy Lucy házába gyakran megjelenik, természetesen a lány engedélye nélkül. Az nem egyszer vicces jelenethez vezet mind a mangában mind az animében. Elég perverz, nevetséges hangulatot adva ezzel a történetnek.
Natsu nagyon közel áll Lisanna Strausshoz (Hepburn-átírással: リサーナ・ストラウス, kiejtése japánul: Risāna Sutorausu) is. Mikor Natsu azt hitte, hogy a lány halott, ahogy ígérte, csinált neki egy sírkövet, amivel egy egész héten át foglalkozott. Azonban, miután Lisanna visszatérése a Földre Edolasból, nagyon megkönnyebbült.
Natsunak is vannak megijed, megrémül dolgoktól. Például szenved a tengeri betegségektől. Megbetegszik bármely közlekedési formától, akkor is, ha a "szállító" nem más, mint egy ember. Ez azonban nem vonatkozik Happyre, hiszen őt családtagnak tekinti, nem szállítási eszköznek. Akkor is megbetegszik ha nézi, vagy egyszerűen csak gondol bármilyen formában történő szállításra. Három dolog van, amitől Natsu fél: Erza haragja (bár csak komikusan ijed meg), a szállítástól, és a Mágia Tanácstól. Az utóbbi ellen bátran szembeszállt, hogy megvédje a barátait, akik a Fairy Tail szentföldjén, a Tenrou-szigeten harcba keveredtek a mágia világ legveszélyesebb sötét céhével, a Grimore Heart-tel szemben. Bár a tanács az oldalukra állt, és a Balam szövetség három sötét céhe (Oración Seis, Grimore Heart, és Tartaros) közül legyőzték a legerősebbnek tartott Grimore Heart-ot a sötét sárkány Acnologiának köszönhetően mégis "megfagynak" hét teljes évre.

## Mágiája, technikái
Natsu mágiája a Tűzsárkányölő mágia (Hepburn-átírással: 炎の滅竜魔法, japánul kiejtése: Hono no Metsuryū Maho). Nagyon ügyes a sárkányölő mágiájában és felhasználásában, amit a harcok folyamán sokszor bizonyít is. Ő is, mint a többi sárkányölő mágus képes felfalni az elemét (tűzet), amelytől rögtön erőre kap. De csakugyan mint a többi sárkányölő, a saját maga által létrehozott tűzet képtelen megenni. Nehéz leírni hány technikája van, hiszen sok új technikát harc közben talál ki.

### Alaptechnikái
- Tűzsárkány Üvöltése (Hepburn-átírással: 火竜の咆哮, kiejtése japánul: Karyū no Hōkō): Ez egy olyan technika, amely úgy jön létre, hogy gyorsan összegyűjti, és utána felszabadítja a rengeteg lángot a szájából saját érdekeinek megfelelően.[22] X792-ben, ez a mágia lehetővé teszi neki, hogy létrehozzon egy tűzfalat maga körül egy bizonyos területen, ami védi őt a támadásoktól.
- Tűzsárkány Karmai (Hepburn-átírással: 火竜の鉤爪, kiejtése japánul: Karyū no Kagizume): Ennek a technikának a lényege, hogy Natsu lába lángba borul, ezzel növelve meg a rúgása erejét. Ez gyakran jet-meghajtást ad neki.[23]
- Tűzsárkány Vasökle (Hepburn-átírással: 火竜の鉄拳, kiejtése japánul: Karyū no Tekken): Ekkor lángba borul a keze, így növelve meg az ütésének erejét.[24]
- Tűzsárkány Szárnyai (Hepburn-átírással: 火竜の翼撃, kiejtése japánul: Karyū no Yokugeki): Amikor megragadja az ellenfelét, majd a lángba borított testével meggyújtja őket. Azért nevezik "szárnyainak", mert harc esetén a tűzből szárny alakot alkot, amellyel képes repülni- tegyük hozzá, hogy ez rengeteg energiát elvesz tőle -.
- Tűzsárkány Briliáns/Brutális Lángja (Hepburn-átírással: 火竜の煌炎, kiejtése japánul: Karyū no Kōen): Natsu begyújtja mindkét kezét lángokkal, majd összeüti őket, ami egy tüzes robbanáshoz vezet. Az animében ez olyan, mint egy hatalmas robbanás. Ezzel Natsu egy nagy tűzgolyót hoz létre, amit majd az ellenségeire dob[25]
- Tűzsárkány Zúzó Agyari (Hepburn-átírással: 火竜の砕牙, kiejtése japánul: Karyū no Saiga): Kezeit lángok világítják, és ekkor egy karom alakú ütést oszt ki, amivel megégeti ellenfeleit.[26]
- Tűzsárkány (Lángoló) Könyöke (Hepburn-átírással: 火竜の炎肘,  japán kiejtése: Karyū no Enchū): Ekkor lángba borítja a könyökét, amivel megerősíti a lekönyökölő mozdulatát.[27] Ezt a technikát csak figyelem felkeltésre használja, azaz akkor, amikor megmutatja magát az ellenfelének. Ezt úgy teszi, hogy lekönyököli.
- Tűzsárkány Rámarkoló Ütése (Hepburn-átírással: 竜の握撃火, kiejtése japánul: Karyū no Akugeki): Ezzel a technikával közel kerül az ellenfeléhez, megérinti – megmarkolja például a gallérját -, majd közelről felrobbantja.[28]
- A Tűzsárkány Királyának Pusztító Ökle (Hepburn-átírással: 炎竜王の崩拳, kiejtése japánul:  Enryūō no Hōken): Natsu először ökölbe szorítja a kezét, és folyamatosan szabadít fel hatalmas mennyiségű tűzet a testéből. Rövid szünet után megüti a célpontját hatalmas erővel. Olyan erővel, hogy még a legnagyobb ellenfeleit is darabokra töri, roncsolja.[29]